# Elingamita johnsonii

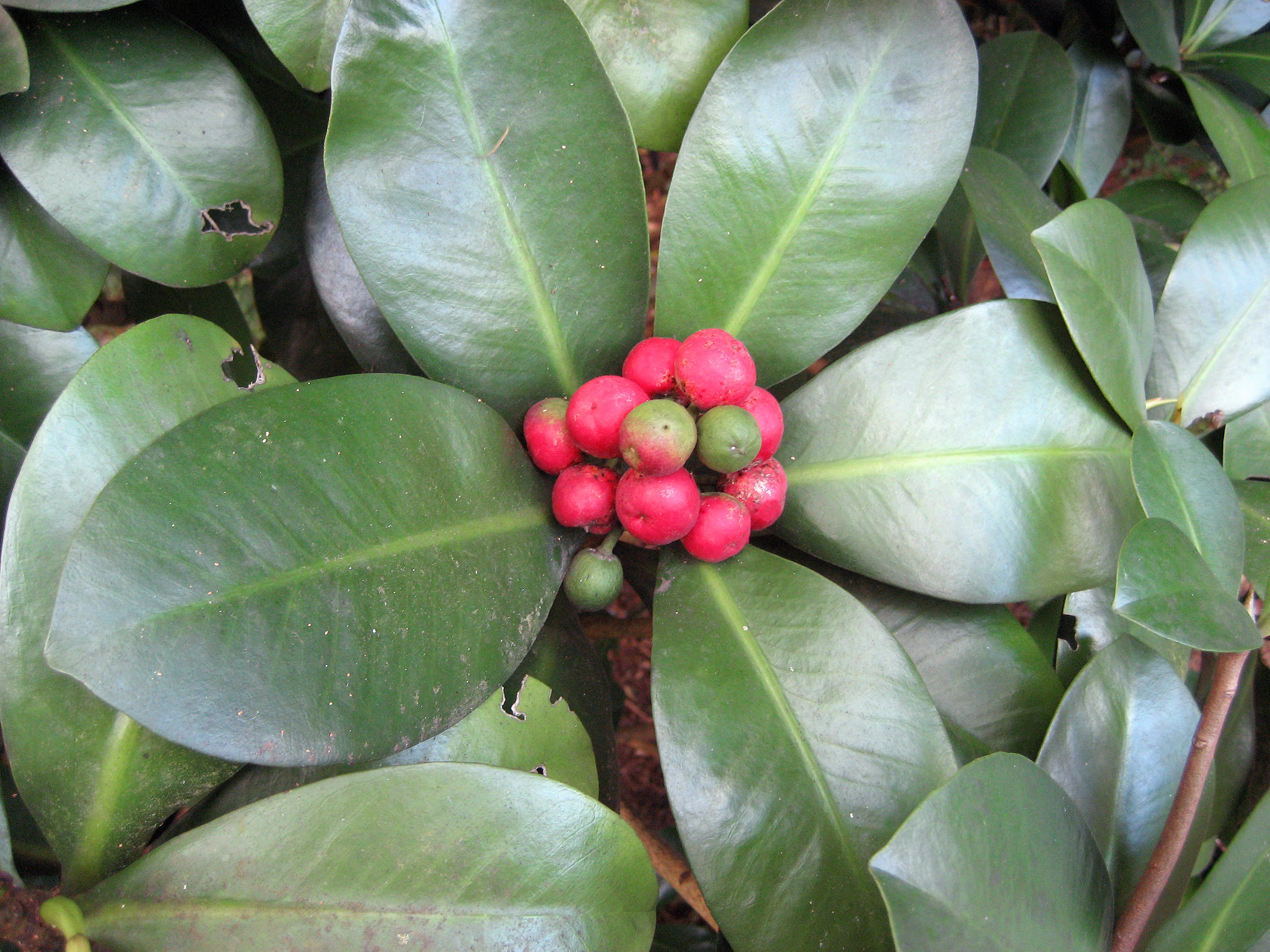
Zrající plody

Elingamita johnsonii je nevysoký, stále zelený strom nebo keř rostoucí původně jen na novozélandských Tříkrálových ostrovech, vzdálených severně asi 55 km od Severního ostrova Nového Zélandu. Tato dřevina je jediným druhem endemického monotypického rodu Elingamita. Před přeřazením do samostatného rodu byla krátce součástí rodu lachár (Myrsine).
Rodové jméno dostala po lodi Elingamite, ztroskotané počátkem 20. století na útesech Západního ostrova (West Island) Tříkrálových ostrovů, s tragickým následkem 45 utonulých. Druhové jméno má na památku Magnuse Earle Johnsona, námořního kapitána a průzkumníka, který se v polovině 20. století zasloužil o biologický a historický výzkum těchto ostrovů a záchranu tamních endemitů, podobně je tomu u jména hnědé řasy Sargassum johnsonii.

## Rozšíření
Přirozený výskyt rostliny je pouze na Tříkrálových ostrovech, konkrétně na Západním ostrově (West Island) o rozloze pouhých 0,16 km² a na dvou nedalekých skalnatých ostrůvcích tamní skupiny Princes Group. Postupně byla dovezena, rozmnožena a rozšířena i na teplejším Severním ostrově Nového Zélandu, kde se pěstuje v zahradách a parcích.

## Ekologie
Místo odkud Elingamita johnsonii pochází sice spadá do subtropů, ale je velmi větrné a bývá často bičováno silnými bouřemi. Roste tam obvykle jako nevysoký, hustě větvený a stálezelenými listy porostlý strom podél pobřeží a po okrajích lesa, nebo jako keř v podrostu vzrůstných stromů tamního lesa, kde roste například až 20 m vysoký železnec ztepilý. Vyskytuje se občas i na exponovaných místech na skalnatých vrcholech, které sice nepřesahují nadmořskou výšku 200 m, ale mají následkem prudkého deště a větru jen minimální vrstvu půdy. Je tolerantní ke slaným mořským větrům, vyžaduje dobře odvodněné stanoviště, prospívá ji kvalitní půda a je velmi citlivá na pokles teploty k bodu mrazu.
Stromy ve větším množství kvetou od února do května, druhá vlna kvetení bývá od srpna do listopadu. Plody od opylení dozrávají asi rok i déle, takže bývají na různých místech zralé v průběhu celého roku. Vydrží na větvích i dlouho po uzrání, tamní ptáci o jejich konzumaci nejeví větší zájem. Stupeň ploidie druhu je 2n = 46.

## Popis
Stálezelená, dvoudomá dřevina vyrůstající obvykle jako strom 3 m vysoký, výjimečně je vyšší, nebo do 2 m vysoký keř. Má rozložitou korunu s vystoupavými, hrubými, od spodu olistěnými větvemi a šedou, hladkou a jemně čočkovitou kůrou. Listy s 1 cm řapíkem vyrůstají hustě, střídavě, téměř přeslenovitě. Čepel mají jednoduchou, pevnou, kožovitou, široce obvejčitou, dlouhou 10 až 20 cm, širokou 4 až 19 cm a po obvodě celistvou, na svrchní straně je tmavě zelená a někdy žláznatě tečkovaná, na spodní straně je světlejší a má výrazné střední žebro a patrné boční žilky.
Stromy mají samčí nebo samičí květy, velké pouhých 3 až 6 mm, sestavené do stěsnaných květenství, koncových lat o velikosti asi 6 cm, které se po opylení zvětšují; samčí květenství obsahuje větší počet květů. Květ bývá čtyř až šestičetný, kališní lístky jsou asi 3 mm velké a zelené, kdežto korunní lístky velké do 5 mm jsou zbarvené žlutozeleně, žlutě až žlutorůžově. Vzhledově jsou samčí i samičí květy téměř stejné, ale funkčně jsou odlišné. Samčí květ má ven z koruny čnící tyčinky s eliptickými, pukajícími prašníky, které jsou v době kvetení žluté až žlutooranžové a obsahují pylová zrna s třemi aperturami (otvory), skrze které prorůstá klíčící pylová láčka; květ má ještě dále semeník s vadnou placentou a s nedozrálými vajíčky a nevyvinutou bliznu. Samičí květ má prašníky rudimentálního nebo normálního vzhledu, které se ale neotvírají a obsahují pylová zrna bez apertur, květ dále obsahuje dobře vyvinutý semeník i vajíčka a výraznou hlavičkovitou bliznu. Opylování květů zajišťuje drobný hmyz.
Plody jsou jasně červené, 15 až 20 mm velké, kulovité peckovice vyrůstající v těsných shlucích. Obsahují bílou dužinu a jedno semeno. Jsou jedlá, jejich chuť je popisována jako slabě olejnaté, slané jablko.
Stonek květenství má drobná, pouhým okem špatně patrná extraflorální nektaria vnořená do vřetene květenství. V době kvetení hojně roní čirou, viskózní hexózu, tekutinu složenou hlavně z monosacharidů, fruktózy a glukózy. Pro nabízenou tekutinu se slézají mravenci, například kosmopolitně rozšířený druh Technomyrmex albipes. Význam těchto nektarií není objasněn.

## Rozmnožování
V přírodě se Elingamita johnsonii rozmnožuje semeny z opadaných plodů, které konzumují a roznášejí drobní hlodavci, ptáci si jich příliš nevšímají. Může však trvat až rok, než semeno vyklíčí a navíc není záruka pohlaví květů. Uměle se rozmnožuje řízky, které se ujímají jen pomalu a neochotně. Po zakořenění však rostou poměrně rychle, nejlépe v polostínu. Je považována za stromek vhodný do zahrady, pro atraktivní červené plody je nutno vysadit samčí i samičí rostlinu.

## Ohrožení
Původní populace na Tříkrálových ostrovech zahrnuje asi 12 stromů v izolované oblasti na Západním ostrově a několik dalších roste na okolních drobných ostrovech, na všech jsou dřeviny přísně chráněny. Několik dalších uměle rozmnožených jedinců je pěstováno v botanických i soukromých zahradách Nového Zélandu. Elingamita johnsonii je považována IUCN za zranitelný druh (VU), neboť je stále ohrožena povětrnostními vlivy nebo případným požárem.